# Portopalo di Capo Passero
Portopalo di Capo Passero là một đô thị (comune) ở tỉnh Siracusa, vùng Sicilia của Ý. Đô thị Portopalo di Capo Passero có diện tích 14,9 km2, dân số thời điểm 31 tháng 12 năm 2004 là 3617 người. Cự ly so với Palermo là 220 km về phía đông nam và khoảng 45 km về phía tây nam Siracusa.
Các đơn vị dân cư:
Portopalo di Capo Passero giáp với đô thị Pachino.